# Mister Atom
Mister Atom è un cattivo immaginario dei fumetti, un robot radioattivo regolarmente visto come nemico di Capitan Marvel. Apparve per la prima volta in Captain Marvel Adventures n. 78 nel novembre 1947.

## Biografia del personaggio

### Versione Golden Age e pre-Crisi
Mr. Atom fu creato dal dottor Charles Langley in una storia di Captain Marvel Adventures n. 78. Il suo corpo fu prima costruito, poi Langley lo caricò di energia radioattiva. Il lampo che diede vita al robot fu la causa della morte del suo creatore. Super-caricato con un reattore nucleare e armato di una mente mortale, Mr. Atom creò un'onda di distruzione prima di essere fermato da Capitan Marvel. Mr. Atom fu imprigionato una prigione sotterranea, con barre in piombo, dato che nessun'altra prigione poteva contenere il suo potere. Più tardi fu liberato da alcuni alieni chiamati Comet Men che speravano di impiegare il suo potere nella conquista della Terra, ma entrarono in conflitto tra di loro e si autodistrussero apparentemente in una gigantesca esplosione. Tuttavia l'esplosione mandò Mr. Atom avanti nel tempo, in una dimensione dove ogni cosa era mandata avanti dall'energia atomica. Capitan Marvel arrivò in questo futuro e batté Mr. Atom di nuovo, che ancora una volta sembrò apparentemente distrutto. Tuttavia, il nemico di Capitan Marvel, King Kull, usò il suo acume scientifico avanzato per riportare Atom nel XX secolo e lo assunse per aiutarlo a battere la Squadra della Giustizia di Shazam. Atom resistette facilmente agli sforzi dei vari Flash e Lanterne Verdi della Golden e Silver Age, al dio Mercurio e a Ibis l'Invincibile di sottometterlo, ma quando tentò di usare l'asta di Ibis per scagliare gli eroi su una stella lontana, scoprì che l'asta aveva una specie di antifurto che rivoltava ogni colpo, rivolto verso Ibis, verso colui che lo scagliava, perciò fu Atom ad essere scagliato nello spazio.
Di nuovo, Atom fu riportato sulla Terra, questa volta da Mr. Mind, che lo assunse per allegare la sua testa ad un'auto da corsa atomica e sfidare Capitan Marvel ad una gara su pista ad Indianapolis con la minaccia di far saltare in aria la città. Quando Capitan Marvel vinse la gara e distrusse la macchina di Atom, riattaccò la sua testa al suo corpo e attaccò il Capitano, che lo colpì abbastanza forte da raggiungere la velocità di fuggita e mandare Mr. Mind in orbita intorno al Sole. Nuovamente Mr. Mind estrasse Atom e lo mise in lista come membro della Società dei Mostri del Male. Durante l'assalto della Società alla Roccia dell'Eternità, Mr. Atom fu spinto giù dalla Roccia in un altro universo dove la vita non si sviluppò mai, così che non potesse fare del male.

### Versione Post-Crisi
Mr. Atom fu reintrodotto nel 1976, dal momento che la DC Comics aveva acquisito i diritti sui personaggi di Capitan Marvel. La prima comparsa di Atom nella DC fu in Justice League of America n. 137, un numero crossover che raffigurava il primo incontro di Capitan Marvel con Superman.
Due decenni dopo, Atom fu rinnovato da Jerry Ordway e reintrodotto in il Potere di Shazam! n. 23, in cui le origini qui descritte di Mr. Atom erano le stesse della Golden Age. Il suo aspetto fu tuttavia modificato: il disegno del cyborg umanoide originale diede vita ad un look più meccanico di robot gigante. In questa storia su storia sulle nuove origini, ad Atom, all'inizio non cattivo, fu detto dal dottor Langley prima di morire, di cercare una donna che si prendesse cura di lui. Mr. Atom interpretò Mary Marvel come possibile "donna" e la rapì, finché Capitan Marvel non trovò l'assistente del dottor Langley per tenere sotto controllo il robot.
In il Potere di Shazam! n. 27, Mr. Atom fu controllato da Mr. Mind per creare un'esplosione nucleare che distrusse la città di Fairview, casa dei Marvel.

### Crisi infinitae52
In Crisi infinita, Mr. Atom divenne membro della Società segreta dei supercriminali, ma teoricamente fu distrutto dal Superman della Golden Age, Kal-L. Non stette giù per molto, tuttavia: in 52, Capitan Marvel menzionò che Mr. Atom attaccò la Roccia dell'Eternità, solo per fallire.

## Poteri ed abilità
Mister Atom ha una super forza e una resistenza sopra i livelli superumani. Il suo corpo robotico è teoricamente a prova di ferita. Mr. Atom può volare e sparare esplosioni di energia nucleare dalle mani.

## Altre versioni
Mr. Atom apparve in un numero del fumetto Justice League Unlimited, dove il Dottor Sivana stava tentando di ricostruirlo con l'aiuto della sua gang. Sivana e Atom furono entrambi battuti dalla Justice League, in particolare da Vibe.